# Andrew Teuten
Andrew Christopher Teuten Ponzoni (Montevideo, Uruguay; 20 de julio de 1998) es un futbolista uruguayo de origen inglés. Juega de lateral izquierdo y su equipo actual es el Montevideo Wanderers de la Primera División de Uruguay.

## Trayectoria
Teuten fichó en el Montevideo City Torque en 2018. Debutó en la primera división el 28 de marzo de 2018 en el empate 1-1 contra Boston River.
El 2 de febrero de 2022, Teuten se incorporó al Club Atlético Colón de la Primera División de Argentina.
El 17 de agosto de 2023, regreso a Montevideo City Torque, a préstamo hasta junio del 2024.

## Estadísticas
Actualizado al último partido disputado el 5 de julio de 2023.
| Club                  | Div.          | Temporada     | Liga  | Liga  | Copas nacionales | Copas nacionales | Copas internacionales | Copas internacionales | Total | Total |
| Club                  | Div.          | Temporada     | Part. | Goles | Part.            | Goles            | Part.                 | Goles                 | Part. | Goles |
| --------------------- | ------------- | ------------- | ----- | ----- | ---------------- | ---------------- | --------------------- | --------------------- | ----- | ----- |
| City Torque · Uruguay | 1.ª           | 2018          | 27    | 0     | —                | —                | —                     | —                     | 27    | 0     |
| City Torque · Uruguay | 2.ª           | 2019          | 22    | 0     | —                | —                | —                     | —                     | 22    | 0     |
| City Torque · Uruguay | 1.ª           | 2020          | 24    | 1     | —                | —                | —                     | —                     | 24    | 1     |
| City Torque · Uruguay | 1.ª           | 2021          | 28    | 5     | —                | —                | 7                     | 1                     | 35    | 6     |
| City Torque · Uruguay | 2.ª           | 2024          | 14    | 1     | —                | —                | —                     | —                     | 14    | 1     |
| City Torque · Uruguay | Total club    | Total club    | 115   | 7     | 0                | 0                | 7                     | 1                     | 122   | 8     |
| Colón Argentina       | 1.ª           | 2022          | 18    | 0     | 2                | 0                | 6                     | 0                     | 26    | 0     |
| Colón Argentina       | 1.ª           | 2023          | 13    | 1     | 0                | 0                | —                     | —                     | 13    | 1     |
| Colón Argentina       | 1.ª           | 2024          | 0     | 0     | 0                | 0                | —                     | —                     | 0     | 0     |
| Colón Argentina       | Total club    | Total club    | 31    | 1     | 2                | 0                | 6                     | 0                     | 39    | 1     |
| Total carrera         | Total carrera | Total carrera | 146   | 8     | 2                | 0                | 13                    | 1                     | 161   | 9     |

## Palmarés

### Títulos nacionales
| Título           | Club   | País    | Año  |
| ---------------- | ------ | ------- | ---- |
| Segunda División | Torque | Uruguay | 2019 |

## Vida personal
Nacido en Montevideo, es hijo de padre inglés y madre uruguaya.